# Harry Simon (Sportschütze)
Harry Eugene Simon (* 13. Juli 1873 in Beachwood; † 8. Juni 1932 in Catawba Cliffs) war ein US-amerikanischer Sportschütze.

## Erfolge
Harry Simon nahm an den Olympischen Spielen 1908 in London teil, bei denen er mit dem Freien Gewehr schoss. In der Distanz über 1000 Yards belegte er mit 86 Punkten den 19. Platz. Im Dreistellungskampf über 300 m lag Simon nach dem liegenden und dem knienden Anschlag in Führung, fiel nach dem stehenden Anschlag aber auf den zweiten Rang hinter Albert Helgerud zurück und gewann somit vor Ole Sæther die Silbermedaille.
Simon war Lieutenant der 6th Ohio Infantry.